# 洪福寺 (八大处)
洪福寺，位于北京市石景山区八大处公园，是一座汉传佛教寺院。洪福寺遗址现为石景山区普查登记文物，类别为古遗址。

## 简介
洪福寺位于卢师山宝胜仙桥的东侧，始建于明朝，但是具体的始建年代不详。该寺毁于清早期，现仅存建筑遗址，遗址比较清晰。现存遗址东西长48米，南北宽39米，面积1872平方米。西侧据记载原为塔院，现遗存两株古油松，可见数块古砖。洪福寺遗址被列为石景山区普查登记文物。
2013年，西山八大处文化风景区核心区总体规划方案形成。2014年初，有报道称八大处公园计划在条件允许的情况下，开展弘德寺、洪福寺的考古勘探工作，并启动鲍氏家祠等文物修复项目。